# Eksplozije u Beirutu 2020.
Eksplozije u Beirutu 2020. dogodile su se u Beirutu, glavnom gradu Libanona, 4. kolovoza 2020. Eksplozije su se dogodile u Luci Beirut, poginule su 207 osobe, više od 6500 je ozlijeđeno, a oko 300.000 ostalo je bez domova. Procjenjuje se da su eksplozije uzrokovale materijalnu štetu od 10 do 15 milijarde američkih dolara.

## Pozadina
Libanon je uveliko prije eksplozije prolazio kroz velike probleme; država se nalazila u ekonomskoj krizi (najvećoj još od Libanonskog građanskog rata), koja se posebno odrazila na valutu, a stopa siromaštva u državi porasla je na preko 50%. Osim toga, pandemija koronavirusa preplavila je mnoge bolnice u zemlji što je uzrokovalo nestašicu lijekova i medicinske opreme.
Luka Beirut glavna je luka u gradu i kroz nju godišnje prođe gotovo 3000 brodova, a u vlasništvu je libanonske vlade. U sastavu luke je bilo 16 pristaništa, 12 skladišta i silos za žito. Jedan dio luke činila je tamošnja pomorska baza.

## Eksplozije
Prva, manja eksplozija poslala je oblak dima iznad požara i stvorila bljeskajuća svjetla koja nalikuju vatrometu.
Druga eksplozija bila je mnogo značajnija. Dogodila se oko 18:08 po lokalnom vremenu. Potresla je centar Beiruta i podigla je crveni oblak prašine u zrak. Druga eksplozija također se osjetila na sjeveru Izraela i na Cipru udaljenom 240 km.

## Uzrok
Uzrok eksplozije nije odmah utvrđen. Libanonski državni mediji u početku su izvještavali da se eksplozija dogodila u blizini skladišta vatrometa, dok su drugi izvještavali da je riječ o skladištu nafte ili skladištu kemikalija. U luci su se nalazila skladišta za skladištenje eksploziva i kemikalija, uključujući nitrate, uobičajene komponente gnojiva i eksploziva. Generalni direktor libanonske javne sigurnosti izjavio je da je eksploziju izazvao visokoeksplozivni materijal koji je bio zaplijenjen i skladišten godinama.

## Vanjske poveznice
- Beirut Explosion – in Pictures by The Guardian
- In Pictures: Huge Explosion Rocks Beirut by CNN
- Photos: Explosion Leaves Beirut in Shatters by NPR
- The Lebanon Explosions in Photos by The New York Times
- Explosion in Beirut: Photos From a City Still Reeling From the Blast by Time